# Mortier adhésif
Le mortier adhésif est un matériau de construction de type mortier utilisé pour coller les  plaques de plâtre. L'entreprise française Placoplatre commercialise par exemple ce produit sous le nom de MAP® (Mortier Adhésif Placoplatre)[réf. souhaitée].